# السكيني

السكيني أو البنطال الممشوق هو بنطال ضيق جداً تلبسه الفتيات، غالباً يصنع من الجينز أو من الممكن أن يصنع من أي خامة أخرى. 
سليم أو سكيني جينز هي مصطلحات يقصد بها البنطال الضيق.
أماكن انتشاره موجودة بعدة دول عربية وأجنبية، مثل : الولايات المتحدة الأمريكية، إنجلترا، فرنسا، تونس، الجزائر، البرازيل، المغرب، كندا، مصر، روسيا، بيرو